# Třída Aadesh
Třída Aadesh je třída rychlých hlídkových lodí indické pobřežní stráže. Mezi jejich úkoly patří ochrana výhradní námořní ekonomické zóny země, potírání pirátství a pašování, ochrana rybolovu, nebo mise SAR. Celkem byla objednána stavba 20 jednotek této třídy. Poslední plavidlo má do služby vstoupit roku 2017.

## Stavba

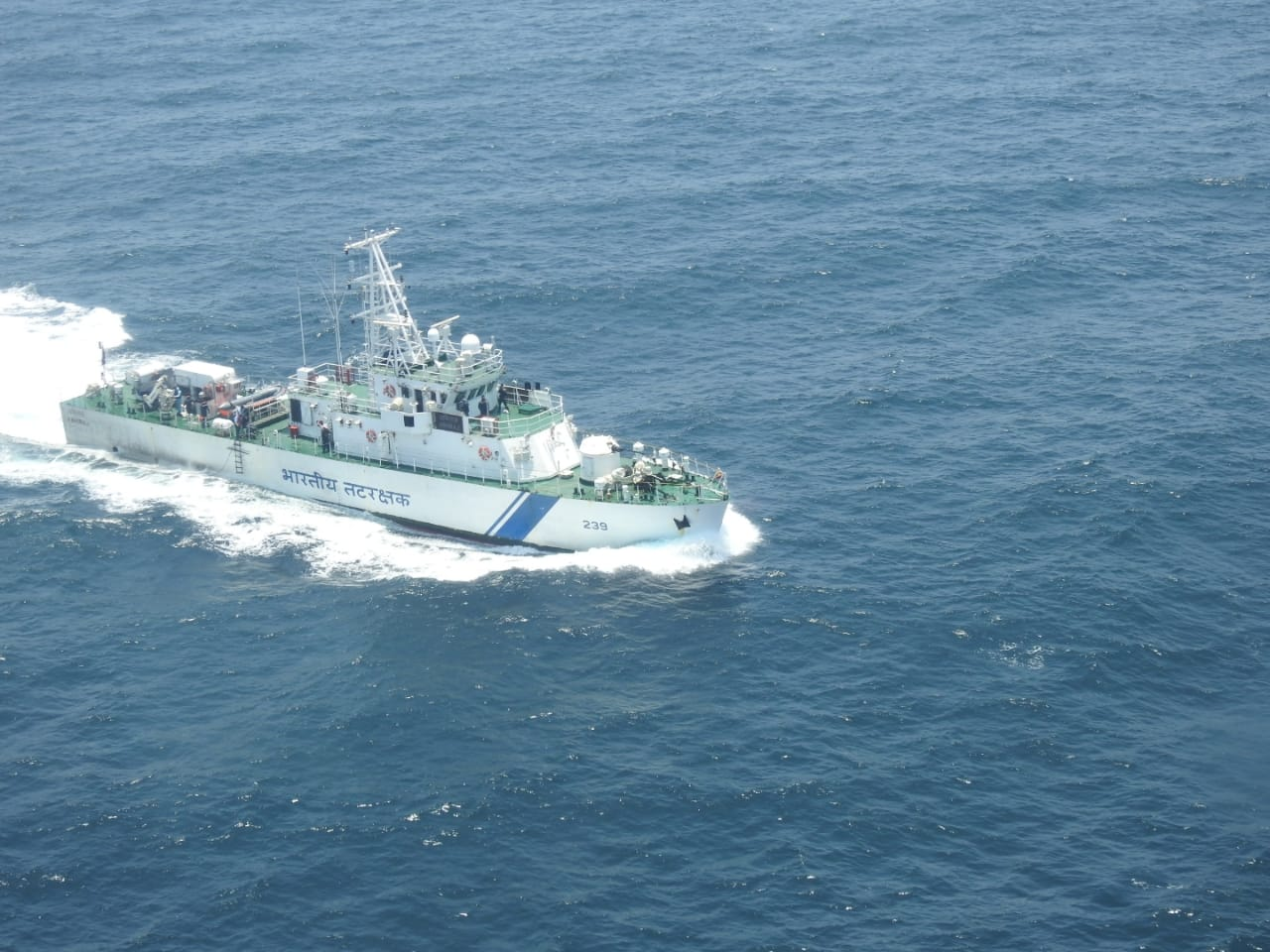
ICGS Abhiraj

Stavbu všech jednotek této třídy provádí indická státní loděnice Cochin Shipyard Limited na základě kontraktu z roku 2010. Jako první byla do služby 13. prosince 2013 přijata hlídková loď Aadesh. Stavba poslední jednotky byla zahájena v listopadu 2015. Do ledna 2016 bylo uživateli předáno 16 člunů. Všechna plavidla mají být ve službě do roku 2017.
Jednotky třídy Aadesh:
| Jméno              | Spuštěna           | Vstup do služby    | Status  |
| ------------------ | ------------------ | ------------------ | ------- |
| ICGS Aadesh (236)  | 9. ledna 2013      | 13. prosince 2013  | aktivní |
| ICGS Abheek (237)  | 21. března 2013    | 31. prosince 2013  | aktivní |
| ICGS Abhinav (238) | 28. května 2013    | 15. ledna 2014     | aktivní |
| ICGS Abhiraj (239) | 30. září 2013      | 2. září 2014       | aktivní |
| ICGS Achook (240)  | 29. listopadu 2013 | 7. června 2014     | aktivní |
| ICGS Agrim (241)   | 29. listopadu 2013 | 7. června 2014     | aktivní |
| ICGS Amal (242)    |                    | 18. července 2014  | aktivní |
| ICGS Amartya (243) | 29. března 2014    | 19. října 2014     | aktivní |
| ICGS Amerya (244)  | 5. června 2014     | 19. ledna 2015     | aktivní |
| ICGS Amogh (245)   | 5, srpnas 2014     | 19. ledna 2015     | aktivní |
| ICGS Anagh (246)   | 30. září 2014      | 29. března 2015    | aktivní |
| ICGS Ankit (247)   | 28. listopadu 2014 | 14. května 2015    | aktivní |
| ICGS Anmol (248)   | 17. ledna 2015     | 15. října 2015     | aktivní |
| ICGS Apoorva (249) | 26, února 2015     | 21. září 2015      | aktivní |
| ICGS Arinjay (250) | 22. dubna 2015     | 12. října 2015     | aktivní |
| ICGS Arnvesh (251) | 10. června 2015    | 22. března 2016    | aktivní |
| ICGS Arush (252)   | 30. července 2015  | 26. května 2016    | aktivní |
| ICGS Aryaman (253) | 29. září 2015      | 21. listopadu 2016 | aktivní |
| ICGS Atulya (254)  | 7. prosince 2015   | 21. listopadu 2016 | aktivní |
| ICGS Ayush (255)   | 29. ledna 2016     | 18. února 2017     | aktivní |

## Konstrukce
Plavidla mají nástavby ze slitin hliníku. Jsou vyzbrojena jedním 30mm kanónem CRN-91 s dosahem 4 km. Pohonný systém tvoří tři diesely MTU 16V 4000 M90L, každý o výkonu 2720 kW, pohánějící tři vodní trysky Rolls-Royce KaMeWa 71S3. Nejvyšší rychlost dosahuje 33 uzlů. Dosah je 1500 námořních mil při 13 rychlosti uzlů.